# Pseudoleskeella serpentinensis
Pseudoleskeella serpentinensis là một loài Rêu trong họ Leskeaceae. Loài này được P.S. Wilson & D.H. Norris mô tả khoa học đầu tiên năm 1989.